# Bluszczowa
Bluszczowa (523 m n.p.m.) – wzniesienie w południowo-zachodniej Polsce i północno-wschodnich Czechach, w Sudetach Środkowych, w Górach Stołowych.
Wzniesienie położone w środkowo-zachodniej części pasma Gór Stołowych, na północ od centrum miejscowości Kudowa-Zdrój, po północno-zachodniej stronie od wzniesienia Świni Grzbiet.
Jest to rozciągnięte wzniesienie w kształcie wrzeciona o stromych zboczach, z płaskim mało podkreślonym wierzchołkiem, górujące od północy nad Czermną. Wzniesienie ze względu na kształt i położenie jest łatwo rozpoznawalne w terenie.
Wzniesienie zbudowane z górnokredowych piaskowców.
Na północny zachód od szczytu wzniesienia przebiega granica polsko-czeska.
Wierzchołek wzniesienia częściowo porasta las a od szczytu w kierunku północno-zachodnim, w stronę granicy, rozciąga się obszerna górska polana. Grzbiet i zbocza w górnej partii porośnięte częściowo lasem świerkowym regla dolnego z domieszką drzew liściastych. Południowo-zachodnie, oraz północno-wschodnie zbocza wzniesienia w niższych partiach zajmują nieużytki i łąki górskie z ciekawą roślinnością. Zbocza po czeskiej stronie są bardziej zalesione.
Południowo-wschodnim podnóżem wzniesienia przebiega lokalna droga z Czermnej do Pstrążnej oraz przepływa Czermnica tworząc między wzniesieniem a Świni Grzbietem niewielki przełom.
Od południowego zachodu wzniesienie graniczy z Obniżeniem Kudowy.